# Yeah!
«Yeah!» es una canción del cantante estadounidense Usher. Es el primer sencillo de su álbum Confessions. Esta compuesta por Lil Jon, Sean Garrett, Patrick J. Que Smith, Ludacris, Robert McDowell, y LRoc e incluye con la colaboración en las voces de Lil Jon y Usher. La canción fue nominada en los 47° entrega de los Premios Grammy en la categoría Mejor colaboración de rap/cantada. La canción fue utilizada para la película Hitch de 2005 y The Hangover de 2009.
El 2 de septiembre de 2013 la revista Billboard publicó su lista Hot 100 55th Anniversary: The All-Time Top 100 Songs donde se ubicó en la posición #13.

## Grabación y composición
Usher presentó su cuarto álbum Confessions para la discográfica Artista Records, pensando que ya se había completado. Sin embargo Usher se reunió con el presidente de la compañía Antonio "LA" Reid logró escuchar la canción y le comento que necesita un primer sencillo.
Usher volvió a los estudios y se juntó con sus compañeros raperos de Atlanta y su productor Lil Jon, junto con el actor/rapero Ludacris, para producir canciones para él.
Varios meses antes Lil Jon entró en la producción de Confessions que fue el encargado a través de la discográfica Jive Records para producir quince canciones del rappero Mystikal. Lil Jon elaboró la canción en versión instrumental que se incluye en este sencillo La canción fue escrita por Sean Garrett, Patrick J. Que Smith, Ludacris, Robert McDowell, y LRoc

## Video musical
El video fue dirigido por Mr X. En él muestra a Usher bailando en una discoteca. Entonces se sienta en un sofá y otra mujer que estaba sentada a su lado. Incluso al final del video, Usher es el baile de nuevo, a continuación, una mujer (Melyssa Ford) lo mira y dice "ven aquí". Usher entra en un pasillo y no ve a nadie. Luego camina, y de repente aparece y Usher agarra a Melyssa, y entra en una habitación en la que sólo ven las sombras de Melyssa y Usher.

## Formatos y canciones
Descarga digital
1. "Yeah!" (featuring Lil Jon and Ludacris) – 4:10

Yeah! - EP
1. «Yeah!» (featuring Lil Jon and Ludacris) – 4:10
2. «Red Light» – 4:48
3. «Sweet Lies» – 4:09
4. «Yeah!» (Instrumental) – 4:09

## Posicionamiento en listas y certificaciones
| Lista (2004)                          | Mejor posición |
| ------------------------------------- | -------------- |
| Alemania (Offizielle Deutsche Charts) | 1              |
| Australia (ARIA)                      | 1              |
| Austria (Ö3 Austria Top 40)           | 1              |
| Bélgica (Flandes) (Ultratop 50)       | 2              |
| Bélgica (Valonia) (Ultratop 50)       | 1              |
| Canadá (Hot 100)                      | 1              |
| Dinamarca (Tracklisten)               | 1              |
| España (Top 100 Canciones)            | 13             |
| Estados Unidos (Billboard Hot 100)    | 1              |
| Finlandia (OFC)                       | 17             |
| Francia (SNEP)                        | 1              |
| Hungría (Single Top 40)               | 2              |
| Hungría (Dance Top 40)                | 1              |
| Irlanda (IRMA)                        | 1              |
| Italia (FIMI)                         | 3              |
| Países Bajos (Dutch Top 40)           | 1              |
| Noruega (VG-lista)                    | 1              |
| Nueva Zelanda (Recorded Music NZ)     | 1              |
| Reino Unido (UK Singles Chart)        | 1              |
| Suecia (Sverigetopplistan)            | 4              |
| Suiza (Schweizer Hitparade)           | 1              |

| País           | Lista (2000–2009)    | Posición |
| -------------- | -------------------- | -------- |
| Alemania       | German Singles Chart | 70       |
| Estados Unidos | Billboard Hot 100    | 2        |

| País           | Lista (2004)                    | Posición |
| -------------- | ------------------------------- | -------- |
| Australia      | Australian ARIA Singles Chart   | 28       |
| Austria        | Austrian Singles Chart          | 7        |
| Bélgica        | Belgian Singles Chart (Flandes) | 10       |
| Bélgica        | Belgian Singles Chart (Valonia) | 5        |
| Estados Unidos | Billboard Hot 100               | 1        |
| Francia        | French Singles Chart            | 26       |
| Irlanda        | Irish Singles Chart             | 8        |
| Países Bajos   | Dutch Top 40                    | 10       |
| Reino Unido    | UK Singles Chart                | 5        |
| Suiza          | Swiss Singles Chart             | 4        |

| País           | Organismo certificador | Certificación    | Ventas    |
| -------------- | ---------------------- | ---------------- | --------- |
| Alemania       | BVMI                   | Disco de Platino | 300.000   |
| Australia      | ARIA                   | Disco de Platino | 70.000    |
| Austria        | IFPI (Austria)         | Disco de Oro     | 15.000    |
| Bélgica        | IFPI (Bélgica)         | Disco de Platino | 50.000    |
| Canadá         | CRIA                   | Disco de Platino | 10.000    |
| Estados Unidos | RIAA                   | Disco de Platino | 1.000.000 |
| Noruega        | IFPI (Noruega)         | Disco de Platino | 10.000    |
| Nueva Zelanda  | RIANZ                  | Disco de Platino | 30.000    |
| Suecia         | GLF                    | Disco de Oro     | 10.000    |
| Suiza          | IFPI (Suiza)           | Disco de Oro     | 20.000    |

### Sucesión en listas
| Predecesor: «Slow Jamz» de Twista con Kanye West & Jamie Foxx | Billboard Hot 100 — Sencillo número uno 28 de febrero de 2004 — 21 de mayo de 2004 (12 semanas) | Sucesor: «Burn» de Usher                     |
| Predecesor: «Cha Cha Slide» de DJ Casper                      | UK Singles Chart — Sencillo número uno 27 de marzo de 2004 — 9 de abril de 2004 (2 semanas)     | Sucesor: «Five Colours In Her Hair» de McFly |